# Yen Yen
Yen Yen är en holme i Mikronesiska federationen.   Den ligger i kommunen Lelu Municipality och delstaten Kosrae, i den östra delen av landet, 600 km öster om huvudstaden Palikir. Yen Yen ligger 1 meter över havet.